# ZSKA-Arena
Die ZSKA-Arena (russisch ЦСКА Арена, bis 2018 VTB-Eispalast, russisch ВТБ Ледовый дворец, WTB Ledowy Dworez), während der Bauphase auch Legends Arena (russisch Арена Легенд) genannt, ist eine 2015 eröffnete Multifunktionsarena in der russischen Hauptstadt Moskau.

## Geschichte
Der Gebäudekomplex mit insgesamt drei Eishallen gehört zum Park of Legends, einem umfassenden Neubau-Projekt auf dem Gelände des ehemaligen Automobilwerkes ZiL. In Planung sind dabei weitere Gebäude, die unter anderem eine Wassersport-Arena, ein Eishockeymuseum inklusive der russischen Eishockey-Ruhmeshalle, ein Hotel sowie Wohnungen beherbergen. Der Namenssponsor der Arena war bis 2018 das Kreditinstitut VTB. Seit August 2018 trägt das Gebäude den Namen ZSKA-Arena.
Die Arena besteht aus drei Eishallen mit unterschiedlicher Kapazität: Die große Halle beherbergt bei Konzerten bis zu 14.000 Zuschauer, die kleine ist für 3.500 Besucher konzipiert und die Trainingseishalle für bis zu 200 Zuschauer. 
Der Eispalast wurde von der Saison 2015/16 bis 2018 von der Eishockeymannschaft des HK Dynamo Moskau genutzt. In der Saison 2018/19 nutzt der HK Dynamo zunächst die Megasport-Arena, ehe dieser ab  Januar 2019 seine Heimspiele in der neu gebauten VTB-Arena austragen wird. Die Stadtrivalen des HK Dynamo, der HK ZSKA und der HK Spartak nutzen die Eisarena für ihre Heimpartien.
Im Mai 2016 war der Eispalast, neben dem Jubileiny-Sportkomplex in Sankt Petersburg, Spielstätte der Eishockey-Weltmeisterschaft der Herren.
Mit der Metro ist der Eispalast über die Haltestelle Awtosawodskaja (russisch Автозаводская) zu erreichen.

## Galerie

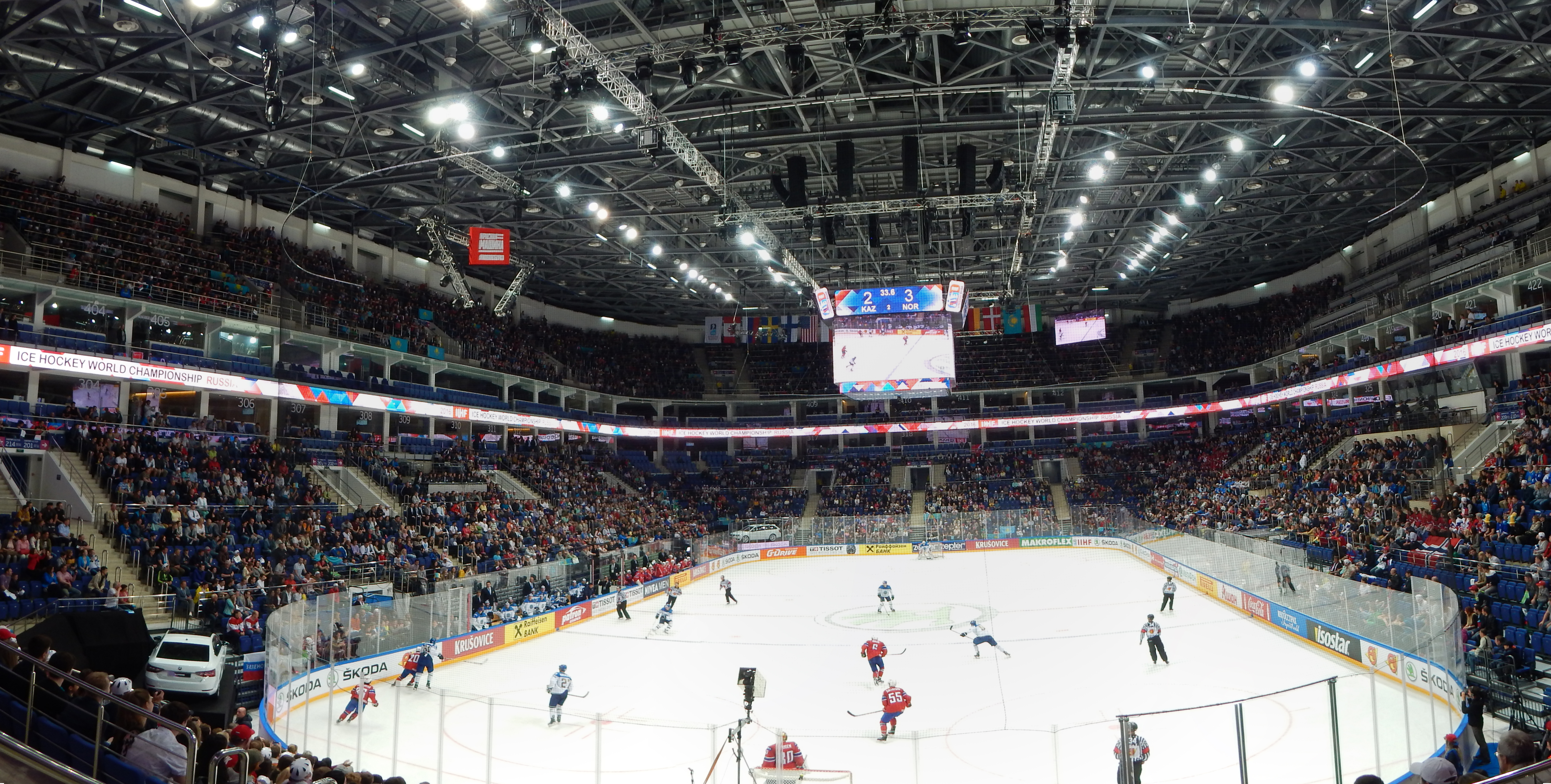
Die Arena am 10. Mai bei dem Spiel Norwegen gegen Kasachstan (4:2) der Eishockey-Weltmeisterschaft der Herren 2016
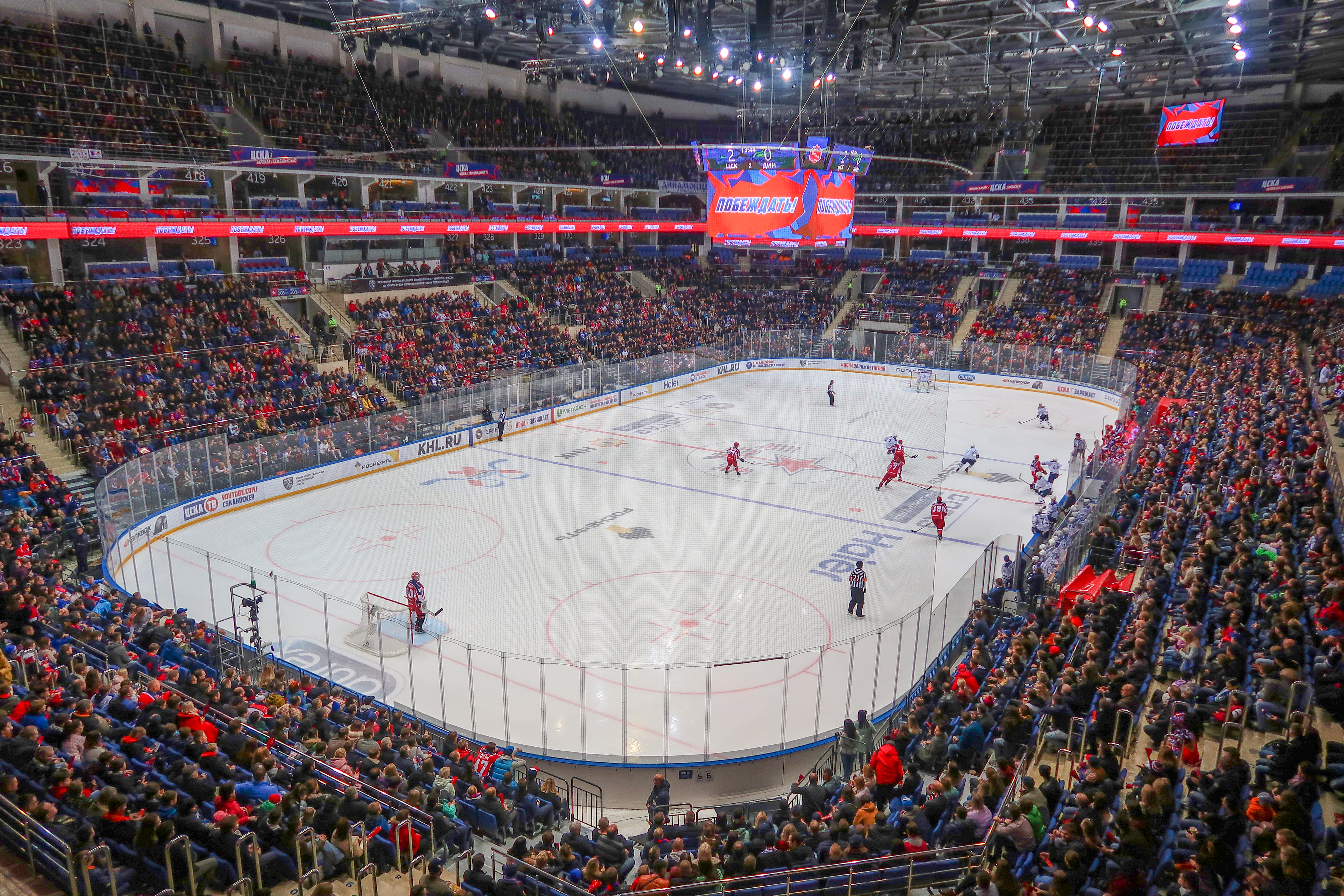
Die gefüllte Arena im April 2017
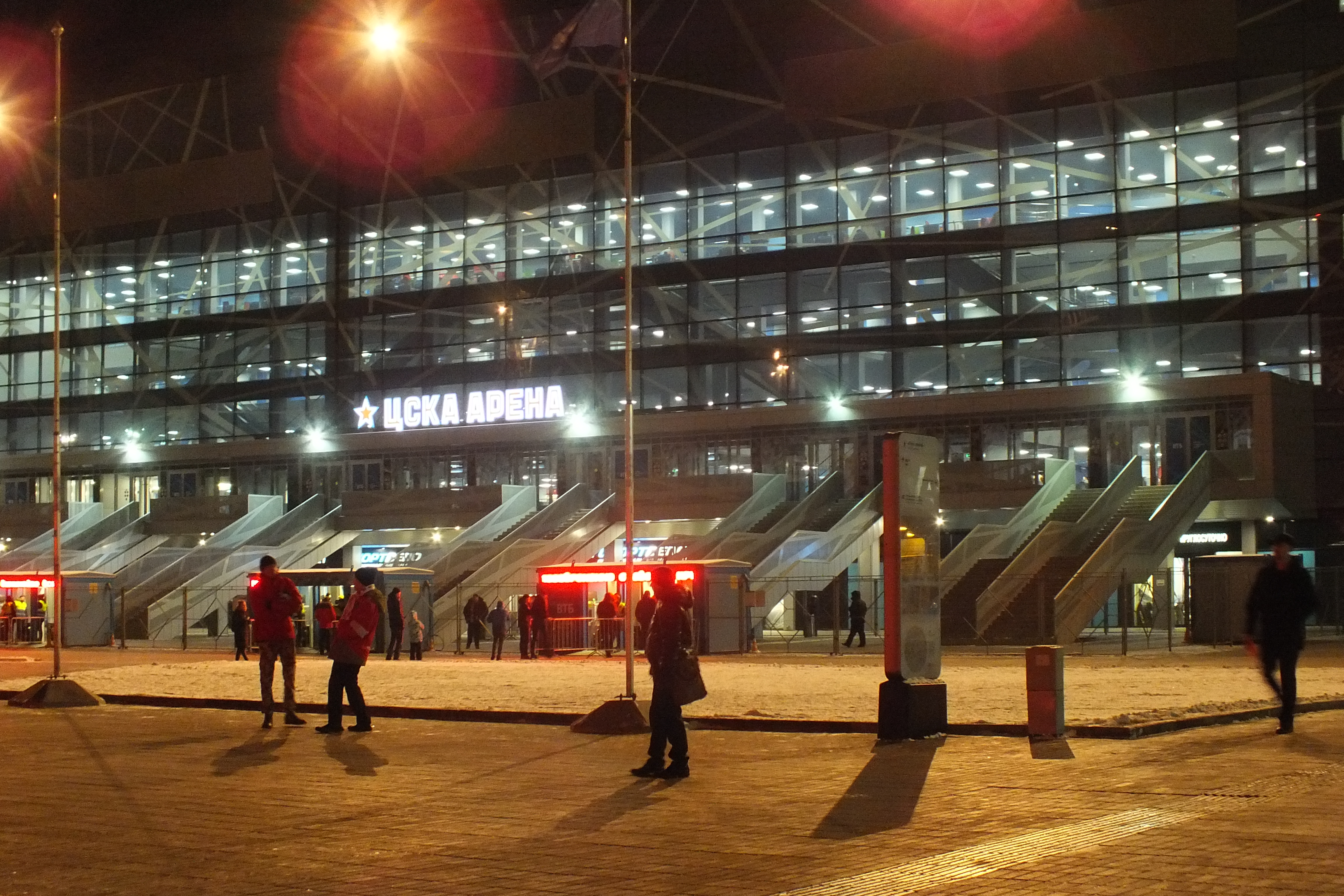
Die ZSKA-Arena im Abendlicht im November 2018